# Gnash (musicien)
Pour les articles homonymes, voir Gnash.
Garrett Charles Nash (né le 16 juin 1993 à Los Angeles, Californie), mieux connu sous le nom de scène Gnash, est un musicien, chanteur et rappeur américain. Il publie son premier EP, U, en mars 2015 sur SoundCloud et suit avec l'EP Me en décembre 2015. Son troisième EP, intitulé Us, sort en mars 2017 et comprend le single I Hate U, I Love U (avec Olivia O'Brien), qui se classe à la dixième place du Billboard Hot 100, et atteint la première place en Australie. Son premier album studio We sort en janvier 2019, et contient également I Hate U, I Love U.

## Biographie
Garrett Charles Nash naît le 16 juin 1993  à Los Angeles, en Californie. Son père est musicien et sa mère est réalisatrice et productrice. Avant d'écrire sa propre musique, Nash devient DJ à l'âge de 13 ans jusqu'à ce qu'il commence à produire des reprises après l'université.
En 2015, Gnash commence à sortir une série d'EP sur une rupture précédente, en commençant par U le 15 mars 2015 et Me le 15 décembre 2015. Gnash enregistre ses deux premiers EP dans son garage et produit la chanson I Hate U, I Love U dans son garage également, qui devient finalement sa chanson de percée, culminant à la 10e place du Billboard Hot 100. Le troisième EP de Nash, Us, sort le 25 mars 2016 et culmine à la 46e place du Billboard 200.
En octobre 2017, Gnash participe à la chanson Lights Down Low de Max, qui se classe à la vingtième place du Billboard Hot 100, devenant sa deuxième entrée dans le classement, avec Home, sorti deux semaines plus tard, devenant sa deuxième entrée en tête. En janvier 2019, Gnash sort son premier album, We. 

## Discographie partielle

### Albums studio
| Titre                 | Détails                                                                                  | Certification |
| --------------------- | ---------------------------------------------------------------------------------------- | ------------- |
| We                    | - Sortie : 11 janvier 2019 - Format : CD, téléchargement - Label : Atlantic              | - RIAA : Or   |
| The Art of Letting Go | - Sortie : 24 mars 2023 - Format : Téléchargement, streaming - Label : Atlantic, Overall |               |